# 永遠のAstraea
『永遠のAstraea』(とわのアストライア)は、柴咲コウの配信限定シングル。

## 解説
本作は、『機動戦士ガンダム THE ORIGIN III 暁の蜂起』の主題歌となっており、タイトルにある「Astraea」とは、作中に登場するシャア・アズナブルとセイラ・マスの実母の名から取られている。

## 製作背景
柴咲は、今回の主題歌を担当するまでは、ガンダムに触れたことがなかったそうであり、まず、昔の『機動戦士ガンダム』と『THE ORIGIN』との違いを知っていく所からのスタートになったのだと言う。
柴咲は今回の主題歌担当に対して「かねてより、有名なアニメであることは知っていたので、そこに関わらせて貰えたのは、嬉しく思います。ただ、ガンダムを観て育ってきた訳じゃなかったので、「どこまでその世界観に迫れるのだろう？」と言う懸念はありましたね。」と語っている。
作詞に関して
「まず、作詞の資料として『THE ORIGIN』の漫画原作を読んだり、アニメの方も第2話辺りまで拝見させていただきまして、そこまででホッとした所が今回のアニメで描かれるのは、過去にあった話がベースになり、その後にメインとしてのエピソードに繋がっていくような内容になっていました。ある意味では、まだ、エピソードが戦争が主軸となっていく前の前日譚のような様相で、シャア・アズナブルと、セイラ・マスがまだ、それぞれキャスバル・レム・ダイクンと、アルテイシア・ソム・ダイクンだった頃のそれぞれの幼少期の頃の回想のような物語であって、人間ドラマの側面でも物凄く理解ができる要素が描かれていたので、詩を書いていくと言う面でも良かったと思っていますね。」と語っている。

楽曲制作に当たってのイメージ
この曲を制作するに当たって、アストライアをイメージしながら制作していたと言い、その辺りに関しては「原作を読んでいて、アルテイシアが母のアストライアに「地球ってどんな所なの？」って最後の会話を交わしている際、キャスバルがそれを背にして後ろ姿で聞いているシーンがあって、私としてはすごく印象的に写ったんです。家族水入らずの唯一の安らぎの場所と時間なんだなと思えて。一歩外に出れば、色んなしがらみや、争いとかが多いけど、家だけは、家族としての時間だけは自分らしく素直でいられる、そこは、私も子供の頃にあったなと思い出す事ができて、こういう大変な時だからこそ心の底から甘えられる子供心を描いているなと思えて、砂漠の中のオアシスのようなシーンに感じられましたね。作詞するにあたっては、その印象やイメージを土台にして世界観の掘り下げと拡がりを進めていきました。あとは、お母さんのアストライアの心情と視点を軸にしていまして、これは、プロデューサーの藤田純二さんから、このお話を頂いた際、「これから戦争に関わっていく不安や恐怖に苛まれる懸念などは一切入れずに、幼い頃に経験したであろう柔らかな風やぬくもりを描き出して欲しい。」と言われまして、ファンからすれば、これからの事に関する不安は周知の事なので、それらは予期させなくても大丈夫、彼らを見守るような温かく柔らかい視点を入れたものにして母性を全面的に醸し出した歌詞に欲しいと言われまして、直接的にアストライアの視点を表して欲しいと言われてはいないのですが、その藤田さんの要望を総合するとなると、自然にアストライア自身の視点に立って作詞するのが最も相応しいのではないかと思いました。アストライアは作中、とても過酷な運命を背負った人だったので、せめて歌の中だけでも幸せになって欲しいなと言う思いも込めましたね。」と語っている。

レコーディング
レコーディングの際は、「一度総監督の安彦良和さんと、少しだけお話しさせていただく機会があったんですが、作品全体のキーワードが『母性』にあり、そこを綿密に描き出したかったと話をされていて、その意味では今回の曲に関しては納得していただけたのかなと思いましたし、方向としては間違ってなかったなと安心しました。曲としては歌いやすい曲でした。私にはこの曲の曲調が自分の声にあってるように感じた分、心地よい歌い方が出来ました。何度もレコーディングをしていくうちに作曲をされた服部隆之さんが、「想像以上のアプローチだったので、もう一度歌ってみましょう」と仰ったのがすごく印象に残ってますね。私もその内にノリノリで歌っていったので、母親の心情を歌った曲でありながら、どちらかと言えば、歌い方は少女のような歌い方に仕上がったような感じですね。」と語っている。

## 収録曲
1. 永遠のAstraea
作詞：柴咲コウ 作曲・編曲：服部隆之
2. 人工の大地M-1
作曲：松山祐士 編曲：服部隆之
3. 重装行軍訓練
作曲・編曲：服部隆之
4. ガルマの意地と誇り
作曲・編曲：服部隆之
5. 永遠のAstraea (Instrumental)